# Typical Cats
Die Typical Cats sind eine Hip-Hop-Crew aus Chicago, bestehend aus den drei MCs Qwazaar, Qwel und Denizen Kane sowie DJ Natural. Lose assoziiert mit der Crew ist Kid Knish.

## Bandgeschichte
Die Gruppe besteht aus den drei MCs Denizen Kane, Qwel, Qwazaar, ihrem DJ/Produzenten DJ Natural und dem weniger musikalisch aktiven Kid Knish. Der Name entstand aus der Frage „what’s up with your folks, I thought they were typical cats?“ (etwa „Was ist denn mit euch los? Ich dachte ihr seid typische Katzen“), die an die Crew gerichtet wurde. Die Crew wurde durch die Wednesday Night Rap Show bei dem Radiosender WHPK 88.5 FM bekannt, die von den beiden Moderatoren DJ Natural und Dan (Kid Knish) präsentiert wurden. In dieser Show waren Kane, Qwel und Qwazaar regelmäßig Stammgäste und präsentierten ihre Freestyle-Sessions gegen Ende der Sendung. Seitdem gingen die Musiker gemeinsame Wege. Die Gruppe unterschrieb bei dem Independent-Label Galapagos4, das 2000 gegründet wurde und für innovativen und abstrakten Hip-Hop in der Underground-Szene steht. Dort erschien auch 2000 ihr selbstbetiteltes Debütalbum.
Im Laufe der Jahre entfernten sich die fünf Musiker räumlich voneinander. So lebt DJ Natural heute in New York, wo er auch die meisten Beats erstellt und für andere Künstler produziert, Denizen Kane dagegen lebt in Oakland, Kalifornien und Quwel. Qwazaar ist der einzige, der seiner Heimatstadt treu blieb. Dennoch bleibt die Crew dem Raum Chicago eng verbunden, wo immer noch ein Großteil ihrer Auftritte stattfindet und ihre Plattenfirma ihren Sitz hat. Die Musik entsteht daher häufig über das Internet und über E-Mail, während die Aufnahmen entweder in Chicago oder New York stattfinden. 2004 erschien das zweite Album Civil Service. 2005 waren sie eine der Hauptattraktionen auf dem Festival Chicago Rocks.
2006 wurde der Track Any Day für den Soundtrack zum Videospiel Tony Hawks: Project 8 verwendet. 2012 erschien ihr bisher letztes Album 3.

## Musikstil
Eine Besonderheit ist die Multiethnitizät der Crew. So ist Qwazaar ein schwarzer, Qwel ein weißer Amerikaner, während Denizen Kane, der auch als Spoken-Word-Künstler unter seinem richtigen Namen Dennis Kim  bekannt ist, asiatische Wurzeln hat. DJ Natural dagegen hat italienische Wurzeln. Dazu kommen die unterschiedlichen Stile und Techniken, die DJ Natural versucht im Songwriting zu berücksichtigen. So sind Qwel und Qwazaar eher Battle-Rapper während Kane einen eher poetischen Stil pflegt. Qwel verwendet mehrsilbige Reime und häufig biblische Bilder, Qwazaar ist ein eher schneller Rapper, der sich auch im Doubletime zuhause fühlt. Im Gegensatz dazu steht Kane, der häufig offbeat rappt. Die musikalische Grundlage der Crew sind simple Old-School-Hip-Hop-Beats mit jazzigen Anteilen und im Laid-Back-Stil gehalten. Kid Knish, der nur wenige Parts beisteuert, ist laut Booklet für „essential spice and marination“ verantwortlich, was auf die Liebe der Crew zum Marihuana anspielt und wohl bedeutet, dass es sich auch um ihren Dealer handelt. Er übernimmt bei Liveauftritten oft die Rolle des Backup-Rappers. Die Texte sind anspruchsvoll gehalten und voller Metaphern. Die Künstler nehmen dabei häufig Bezug auf die Hip-Hop-Kultur und ihre vier Elemente  Rap (MCing), DJing, B-Boying (Breakdance) und Graffiti-Writing.

## Diskografie
Alben
- 2000: Typical Cats (Galapagos4)
- 2004: Civil Service (Galapagos4)
- 2012: 3 (Galapagos4)

Singles
- 2004: Easy Cause It Is (12’’, Galapagos4)

Weitere Veröffentlichungen
- 2001: Live! at the Bryant-Lake Bowl, 17-18 August 2001  (Split-CD mit Oddjobs & Heiruspects, CMI Productions)
- 2015: Zulu (Download, Galapagos4)

Kompilationsbeiträge
- 2003: Calling Card und Reinventing the Wheel auf Galapagos4: Wind Instrument
- 2004: Easy Cause It Is auf 2G4 Sampler
- 2006: Any Day Now auf Pugs Atomz Presents CTA Radio Chi City Hip Hop
- 2009: Any Day (Live @ Reggies 2009) auf G4 10th Anniversary